# Климайтис, Альгирдас
Альгирдас Климайтис (лит. Algirdas Klimaitis; 1910, Ковно, Российская империя — 29 августа 1988, Гамбург, ФРГ) — литовский деятель националистического подполья, инициатор погромов против евреев во время Холокоста.
Историки Кристофер Дикман и Саулюс Сужеделис пишут, что информация о самом Климайтисе крайне скудная.
После нападения Германии на СССР литовские националисты провозгласили Временное правительство Литвы во главе с Ю. Амбразявичюсом.
Климайтис создал военизированное формирование численностью около 600 человек, которое приняло участие в боях против советских войск за Каунас. Уже 23 июня 1941 года Каунас был в руках повстанцев. Его формирование, однако, не подчинялось Временному правительству. 25—26 июня 1941 года подразделение Климайтиса начало погромы против евреев. К 28 июня 1941, по сообщению бригадефюрера СС Франца Вальтера Шталекера, от рук подчинённых Климайтиса погибло 3800 евреев в Каунасе, и позднее — ещё 1200 в других городах.
После войны Климайтис жил в эмиграции. Местонахождение его долгое время было неизвестно, в 1980-е годы его обнаружили в Гамбурге, ФРГ. Местная прокуратура начала подготовку обвинений против Климайтиса, но он умер в 1988 году.